# Robin Lod
Robin Lod (ur. 17 kwietnia 1993 w Helsinkach) – fiński piłkarz, grający na pozycji pomocnika w amerykańskim klubie Minnesota United oraz w reprezentacji Finlandii. Uczestnik Mistrzostw Europy 2020.

## Kariera klubowa
Lod rozpoczął karierę w klubie Suurmetsän Urheilijat (SUMU) w wieku 5 lat. W 2006 trafił do HJK Helsinki. W sezonie 2011 grał w Klubi 04 pełniąc funkcję kapitana tego zespołu, a w listopadzie tegoż roku został wpisany do galerii sław tej drużyny. W tym samym roku zadebiutował w Veikkausliidze w barwach HJK. W sierpniu 2012 został wypożyczony do Vaasan Palloseura. W maju 2015 podpisał trzyletni kontrakt z Panathinaikosem. Z greckim klubem rozstał się po wygaśnięciu umowy. W lipcu 2018 przeszedł do Sportingu Gijón. W lipcu 2019 przeszedł do Minnesota United FC.

## Kariera reprezentacyjna
W reprezentacji Finlandii zadebiutował 19 stycznia 2015 w wygranym 1:0 meczu ze Szwecją. 6 października 2016 po raz pierwszy zdobył gola, jednak jego drużyna uległa reprezentacji Islandii 2-3 w meczu eliminacji do Mistrzostw Świata 2018.